# Уход за тротуаром
Уход за тротуаром (канн. ಕಾಲುದಾರಿ ಕೇರ್) — индийский художественный фильм на языке каннада и первый фильм кинорежиссёра Кишана Шриканта, который являлся обладателем Рекорда Гиннесса, как самый юный режиссёр в мире. Фильм был снят на каннаде, но дублировали на хинди, одия, тамильском, телугу, малаялам, также на английском. Этот фильм стал каннада-язычным дебютом для болливудского актёра Джеки Шроффа.

## Сюжет
Мальчика-сироту из трущоб усыновила пожилая женщина, которая находит его на тропинке. Он живет с ней в трущобах, где он зарабатывает себе на жизнь лохмотья. Некоторые школьники называют его необразованным грубым, что даёт ему импульс для получения образования. История рассказывает, как он сражается с шансами своих обстоятельств, чтобы получить образование

## В ролях
- Кишан Шрикант[англ.] (в титрах указан как Мастер Кишан) — сирота
- Б. Джаяшри[англ.] — приёмная бабушка
- Джеки Шрофф — министр штата
- Судип — Шанкар
- Суреш Хебликар — в роли самого себя
- Саурабх Шукла
- Мукхуамантри Чандру
- Дипти Абхилаша

## Производство
На момент выхода фильма Кишан являлся популярным ребёнком-актёром, который снялся в нескольких фильмах на каннада и в местной мыльной опере, но он решил стать режиссёром, пойдя по стопам его матери. Идея фильма появилась когда он написал рассказ о детях трущоб и показал его отцу. Для подготовки он изучал книги и видеоуроки из американского института кино. На роль министра штата был выбран болливудский актёр Джеки Шрофф, для которого этот фильм стал первым фильмом на каннада.

## Награды и номинации
Национальная кинопремия
- Лучший детский фильм[6]

Karnataka State Film Awards
- Лучшая детская роль — Кишан Шрикантх[7]
- Специальный приз[8]

Кишан также получил несколько наград на международных детских фестивалях в Италии, Египте и Хайдарабаде.

## Продолжение
Через 9 лет после выпуска фильма Кишан решил сделать продолжение, но ему потребовалось 3 года, чтобы додумать и осмыслить идею фильма. Сиквел был снят не только на каннада, но и на телугу и хинди. Фильм вышел 4 декабря 2015 года.